# Actinominthella atrophopodella
Actinominthella atrophopodella là một loài ruồi trong họ Tachinidae.